# Wirral
Wirral – półwysep w północno-zachodniej Anglii, między estuariami rzek Dee na zachodzie oraz Mersey na wschodzie.  Półwysep ma kształt zbliżony do prostokąta. Jego długość wynosi 16,1 km a szerokość 11,3 km. 

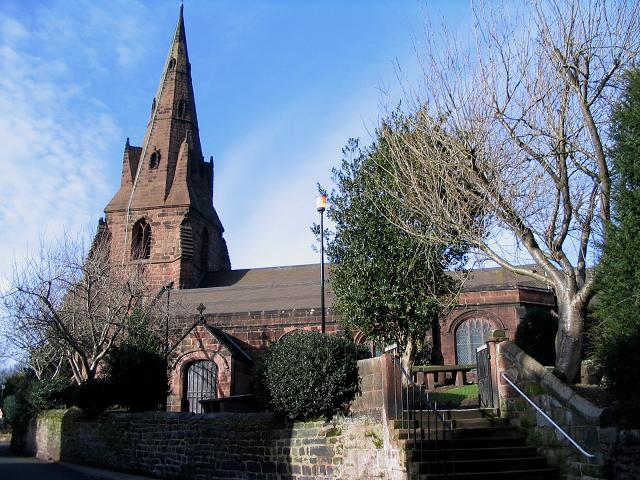
Kościół św. Marii w Eastham na półwyspie Wirral

Administracyjnie Wirral podzielony jest między dwa dystrykty – dystrykt metropolitalny Wirral (wchodzący w skład hrabstwa Merseyside) oraz jednostkę typu unitary authority Cheshire West and Chester (wchodząca w skład hrabstwa Cheshire). Historycznie (do 1974 roku) cały półwysep należał do hrabstwa Cheshire.
Głównymi miastami na półwyspie są Bebington, Birkenhead, Ellesmere Port, Heswall, Hoylake, Neston oraz Wallasey.
Miejscowości na półwyspie połączone są z pobliskim Liverpoolem dwoma tunelami drogowymi, tunelem kolejowym. Pływają tam również promy pasażerskie.